# Independence (Oregón)
Independence es una ciudad ubicada en el condado de Polk, Oregón, Estados Unidos. Según el censo de 2020, tiene una población de 9828 habitantes.
Está situada a unos 30 km del centro de la ciudad de Salem.

## Geografía
La ciudad está ubicada en las coordenadas 44°51′28″N 123°11′52″O / 44.85778, -123.19778 (44.857805, -123.197722).

## Demografía
Según la Oficina del Censo, en 2000 los ingresos medios de los hogares de la localidad eran de $36,790 y los ingresos medios de las familias eran de $40,466. Los hombres tenían unos ingresos medios de $30,253 frente a los $22,527 para las mujeres. La renta per cápita para la localidad era de $13,933. Alrededor del 16.9% de la población estaba por debajo del umbral de pobreza.
De acuerdo con la estimación 2015-2019 de la Oficina del Censo, los ingresos medios de los hogares de la localidad son de $53,599 y los ingresos medios de las familias son de $63,188. Los ingresos per cápita en los últimos doce meses, medidos en dólares de 2019, son de $20,950. Alrededor del 8.9% de la población está por debajo del umbral de pobreza.
Según el censo de 2020, el 65.04% de los habitantes son blancos, el 1.64% son amerindios, el 0.93% son asiáticos, el 0.75% son afroamericanos, el 0.35% son isleños del Pacífico, el 16.94% son de otras razas y el 14.36% son de una mezcla de razas. Del total de la población, el 34.47% son hispanos o latinos de cualquier raza.